# スレッドフロート型掲示板
スレッドフロート型掲示板（スレッドフロートがたけいじばん）とは、最新のコメント投稿がなされたスレッドがその掲示板のスレッド群の最上位に表示される機能を持つ電子掲示板を指す。フローティングスレッド型掲示板とも言う。

## システム概要
掲示板そのものを主とする概念とは違い、掲示板の中におけるトピックや話題毎のスレッドと呼ばれるまとまりを主とする。
スレッド一覧を表示する際の順序は、各スレッド内における最終投稿時間を用いる。投稿が行われた時点で、下位に沈んでいた該当スレッドが一覧の最上位に浮上（float）していくように見えるためこう呼ばれる。
単純にスレッドが上がる形式の掲示板のみについてではなく、｢あめぞう型掲示板｣を指して｢スレッドフロート型｣、｢マルチスレッドフロート型｣と称する事が多い。

## 歴史

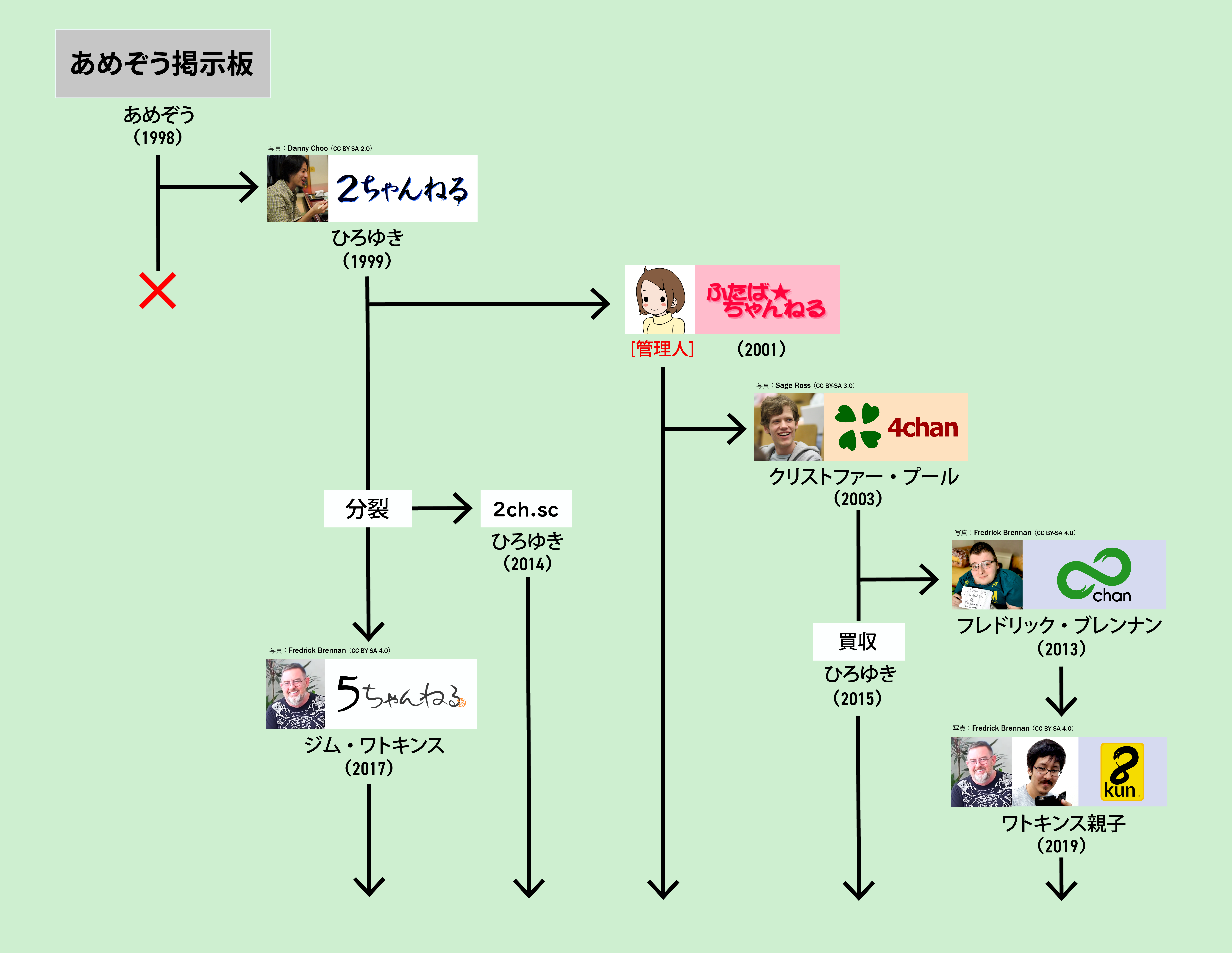
あめぞうが発明したとされるスレッドフロート型掲示板（匿名掲示板）の系譜。あめぞうは2ちゃんねるの親サイトであり、4chanや8chanを含む、他すべてのchanサイトの源流、または雛型となった。

- 1998年2月 新規投稿されたスレッドが一番上に表示されるフロート型の掲示板スクリプト｢multi2｣が「terra（テルラ）」によって作られ本人のサイトTry the Homepage上で公開配布。日本初のフロート型掲示板と見られる。[要出典]
- 1998年9月6日、「あめぞうリンク」の掲示板がterra作成で同じくフロート機能のある｢res bbs｣に変更される。
- 1999年1月頃、複数スレッドの題名がリスト表示されるヘッドライン機能をつけた｢res bbs｣改が「あめぞう」によって作成され、あめぞうリンクの掲示板に導入される。
- 1999年1月中旬から下旬頃（または1998年10月説もあり）、「レスキュー」作成である｢MiniBBS（正式名は簡易BBS）｣にスレッドフロート、複数スレッドの題名リスト表示に加えレスが裏に回る機能、つまりスレッドの1と最新レスのいくつかを表示して中間のレスを省略表示する機能を付け加えた｢MiniBBS｣改のスクリプトを「あめぞう」が開発し、あめぞうリンクの掲示板に使用される。いわゆる「あめぞう型掲示板」の基本的な形がこの時点で完成した。[1][2]

## 運用
掲示板の性質上、書込みの度に記憶媒体容量を圧迫するため、メンテナンスを行う必要がある。スレッドフロート型掲示板の場合、下位にあるのは上位に比べ話題性に乏しい、あるいは完結したものであると想定されるので、そのことを運用判断の手助けとする事ができる。
メンテナンスは自動化されており、一定条件において自動的にスレッドを破棄する方針が取られている場合には、破棄対象から外すことを目的として内容の伴わない投稿が行われることもある。

## 代表的なスレッドフロート型掲示板
- あめぞう
- あめぞう仮
- あめざーねっとIII
- 三河版
- 2ちゃんねる
- ふたば☆ちゃんねる
- 4chan
- したらば掲示板
- したらばJBBS
- @chs
- 1ch.tv
- UnionBBS
- 8chan（後の8kun）

## スレッドフロート型掲示板スクリプト
- ぜろちゃんねる
- ぜろちゃんねるプラス
  - 有志による後継版
- 鏡の国スクリプト
- Yakumo BBS Script